# Юрика-Роудгауз (Аляска)
Юрика-Роудгауз (англ. Eureka Roadhouse) — переписна місцевість (CDP) в США, в окрузі Матануска-Сусітна штату Аляска. Населення — 24 особи (2020).

## Географія
Юрика-Роудгауз розташована за координатами 61°57′31″ пн. ш. 147°9′18″ зх. д. / 61.95861° пн. ш. 147.15500° зх. д. (61.958739, -147.155102).  За даними Бюро перепису населення США в 2010 році переписна місцевість мала площу 486,75 км², з яких 482,72 км² — суходіл та 4,03 км² — водойми.

## Демографія
Згідно з переписом 2010 року, у переписній місцевості мешкало 29 осіб у 16 домогосподарствах у складі 6 родин. Густота населення становила 0 осіб/км².  Було 101 помешкання (0/км²).
Расовий склад населення:
| - 75,9 % — білих - 6,9 % — корінних американців - 3,4 % — азіатів |

До двох чи більше рас належало 13,8 %. Частка іспаномовних становила 6,9 % від усіх жителів.
За віковим діапазоном населення розподілялося таким чином: 17,2 % — особи молодші 18 років, 55,2 % — особи у віці 18—64 років, 27,6 % — особи у віці 65 років та старші. Медіана віку мешканця становила 53,3 року. На 100 осіб жіночої статі у переписній місцевості припадало 222,2 чоловіків;  на 100 жінок у віці від 18 років та старших — 200,0 чоловіків також старших 18 років.
Цивільне працевлаштоване населення становило 0 осіб. 